# Fünf-Punkte-Plan
Als Fünf-Punkte-Plan (offiziell: „Fünf Punkte für sichere Grenzen und das Ende der illegalen Migration“) wird ein Entschließungsantrag auf Initiative der CDU/CSU-Fraktion im 20. Deutschen Bundestag bezeichnet. Der Plan geht zurück auf die Idee des Oppositionsführers und Kanzlerkandidaten Friedrich Merz (CDU). Der Entschließungsantrag wurde am 29. Januar 2025 mit knapper Mehrheit im Deutschen Bundestag angenommen. Es war der erste Beschluss des Bundestages in einer Sachfrage, der mit Stimmen der AfD-Fraktion zustande gekommen ist.

## Vorgeschichte
Nach dem Ausscheiden der FDP aus der vorherigen Ampel-Koalition verfügt die verbleibende rot-grüne Bundesregierung über keine Mehrheit im Parlament. Um Beschlüsse zu fassen, greifen die Parteien daher auf ad-hoc-Koalitionen zurück, um bestimmte Sachfragen zu klären und Gesetze zu verabschieden. Die Mehrheiten im Parlament sind daher wechselnd.
Friedrich Merz hatte im Zuge des Endes der Ampel-Koalition am 13. November 2024 folgendes Versprechen abgegeben: „Für die wenigen verbleibenden Entscheidungen, die ohne Bundeshaushalt möglich sein könnten, will ich Ihnen hier einen Vorschlag machen: Wir sollten mit Ihnen, den Sozialdemokraten, und Ihnen, die Grünen, vereinbaren, dass wir nur die Entscheidungen auf die Tagesordnung des Plenums setzen, über die wir uns zuvor mit Ihnen von der SPD und den Grünen in der Sache geeinigt haben, sodass weder bei der Bestimmung der Tagesordnung noch bei den Abstimmungen in der Sache hier im Haus auch nur ein einziges Mal eine zufällige oder tatsächlich herbeigeführte Mehrheit mit denen da von der AfD zustande kommt.“
Am 22. Januar 2025 tötete ein mutmaßlich psychisch-kranker ausreisepflichtiger Asylbewerber in Aschaffenburg zwei Menschen und verletzte drei weitere mit einem Messer; siehe Messerangriff in Aschaffenburg 2025. Friedrich Merz legte als Reaktion auf die Tat anschließend den Fünf-Punkte-Plan vor.
Am 24. Januar 2025 rückte Merz von seiner vorherigen Position zur Abgrenzung der CDU/CSU-Fraktion von der AfD ab. Bei der Ankündigung, dass seine Fraktion den Fünf-Punkte-Plan und das Zustrombegrenzungsgesetz in den Bundestag einbringen werden, bekräftigte er: „[W]ir werden sie einbringen, unabhängig davon, wer ihnen zustimmt.“

## Inhalt des Plans
Der Fünf-Punkte-Plan umfasst:
1. Dauerhafte Grenzkontrollen an allen deutschen Grenzen
2. Konsequente Zurückweisung aller Versuche illegaler Einreise
3. Faktisches Einreiseverbot für Personen ohne gültige Einreisedokumente
4. Sofortige Inhaftierung von ausreisepflichtigen Personen
5. Verschärfung des Aufenthaltsrechts für Straftäter und Gefährder

Außerdem sieht er vor, dass Asylsuchende an der Grenze zurückgewiesen werden können.

## Abstimmung
Am Mittwoch, den 29. Januar 2025 stimmte eine Mehrheit aus CDU/CSU (187 Stimmen), FDP (80 Stimmen) und AfD (75 Stimmen) mit 6 fraktionslosen Abgeordneten für den entsprechenden Entschließungsantrag im Deutschen Bundestag. Insgesamt wurden 702 Stimmen abgegeben – 348 Ja-Stimmen, 344 Nein-Stimmen und zehn Enthaltungen. 25 Abgeordnete (2 der Linken, 1 BSW, 4 Bündnis 90/Die Grünen, 7 SPD, 4 AfD, 3 CDU/CSU, 3 FDP und 1 Fraktionsloser) fehlten an diesem Tag entschuldigt.

## Kritik und Reaktionen

### Politik
Nach der Abstimmung über den Fünf-Punkte-Plan trat Bernd Baumann von der AfD ans Rednerpult und sagte: „Jetzt und hier beginnt eine neue Epoche. Jetzt beginnt etwas Neues. Und das führen wir an. Sie können folgen, Herr Merz, wenn Sie noch die Kraft dazu haben.“ Journalisten von Handelsblatt schrieben: „Das Votum könnte eine Zäsur in der deutschen Politik sein – und den Wahlkampf verändern.“
Die frühere Bundeskanzlerin Angela Merkel (CDU) veröffentlichte eine Erklärung, in der sie auf eine frühere Rede von Friedrich Merz vom 13. November 2024 verwies, in der Merz „versehentliche oder tatsächliche Mehrheiten mit der AfD“ vermeiden wollte. Sie kritisierte somit: „Für falsch halte ich es, sich nicht mehr an diesen Vorschlag gebunden zu fühlen und dadurch am 29. Januar 2025 sehenden Auges erstmalig bei einer Abstimmung im Deutschen Bundestag eine Mehrheit mit den Stimmen der AfD zu ermöglichen.“
Die Abgeordnete Monika Grütters (CDU) veröffentlichte ein Statement, in dem sie ihr Fernbleiben von der Abstimmung erklärt und ihre Ablehnung zum Ausdruck bringt. Hierbei mahnte sie, dass „die CDU, die das C in ihrem Namen trägt und immer wieder um dessen Bedeutung ringt, die sozialethische Komponente ihres Handelns nie vernachlässigen“ sollte.
Der ungarische Ministerpräsident Viktor Orbán begrüßte die Verabschiedung des Antrags durch den Bundestag. Der Bundeskanzler Österreichs, Alexander Schallenberg, kritisierte einseitiges Handeln durch dauerhafte Grenzkontrollen und plädierte stattdessen für eine gemeinsame Lösung des Problems. Der Innenminister Luxemburgs, Léon Gloden, drohte angesichts der geplanten dauerhaften Grenzkontrollen mit einem Einspruch gegen diese Maßnahmen bei der EU-Kommission.
Der Kanzlerkandidat der Grünen, Robert Habeck, veröffentlichte später seinen Zehn-Punkte-Plan für eine Sicherheitsoffensive und mehr Abschiebungen. Der niedersächsische Landesverband der Grünen Jugend kritisierte daraufhin Habeck wolle „eine menschenfeindliche Abschiebepolitik, die sich an rechten Narrativen orientiert“ und kommentierte „Habeck oder Merz, wo ist der Unterschied?“.
Der Initiator des Plans, Friedrich Merz, stellte wenige Wochen später in einem TV-Duell mit Olaf Scholz fest, dass seine geforderte Inhaftierung ausreisepflichtiger Personen in dieser Form unrealistisch sei.

### Politische Beobachter
Hans-Joachim Vieweger kommentierte in der Tagesschau, viele Menschen könnten es nicht mehr hören, dass Kanzler Scholz und andere immer wieder eine rigorose Abschiebepolitik ankündigten und dann viel zu wenig passiere. Wer immer nur sage, was nicht gehe, der erzeuge Unzufriedenheit und Demokratieverdrossenheit. Das EU-Recht beispielsweise sei nicht vom Himmel gefallen, sondern von Politikern so beschlossen worden. Es könne also auch wieder geändert werden. Und das sei die Erwartung der großen Mehrheit der Menschen im Land.
Julius Betschka kommentierte im Stern, Merz habe einen schweren Fehler gemacht, indem er einen Präzedenzfall geschaffen und gleichzeitig Olaf Scholz den Gefallen getan habe, die Brandmauer-Debatte zu eröffnen. Diese Debatte verdecke die ganze Sprachlosigkeit von Olaf Scholz in der Migrationsfrage. Dass Bundeskanzler Scholz beim Migrationsthema nur darüber rede, was nicht gehe, sei eine „Bankrotterklärung“.
Im WDR kommentierte Tobias Zacher, Merz sei es nur darum gegangen, die Bundesregierung als Regierung ohne Mehrheit vorzuführen. Für dieses Wahlkampfmanöver habe er das größte Tabu in der deutschen parlamentarischen Demokratie gebrochen. Rechtsextremisten kämen an die Macht, indem sie die Demokratie dafür ausnutzten, die Demokratie zu zerstören; dabei gebe es Steigbügelhalter. Um das zu verhindern, seien konservative Demokraten entscheidend. Merz-Kritiker wie Hendrik Wüst hätten sich deshalb klar gegen den Antrag stellen müssen.

### Zivilgesellschaft

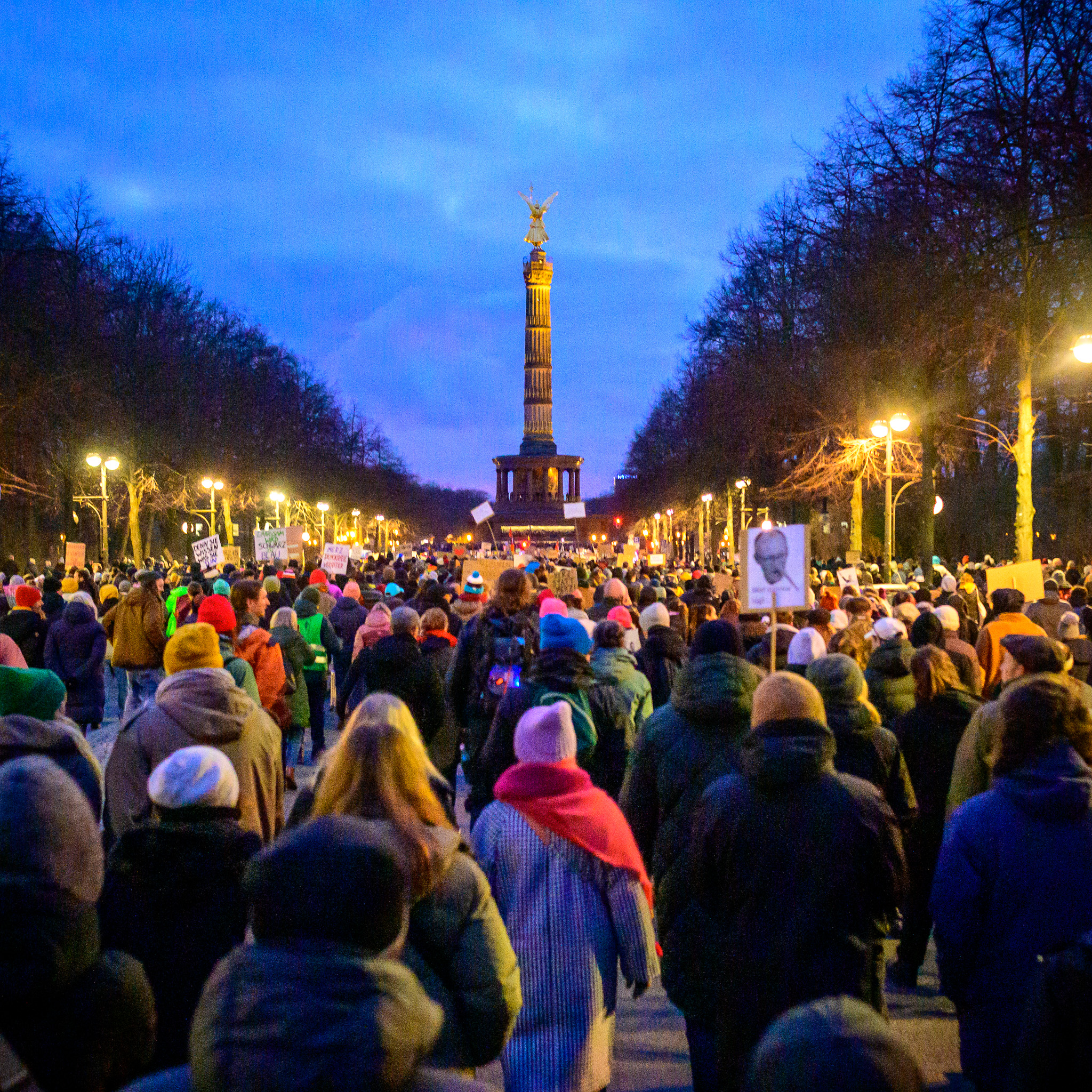
Demonstration unter dem Motto „Aufstand der Anständigen“, Berlin, 2. Februar 2025.

Bereits als Reaktion auf die Ankündigung, den Entschließungsantrag einzubringen, kam es zu ersten Demonstrationen auf öffentlichen Plätzen und vor Parteizentralen der CDU. Diese wurden nach der Annahme des Antrags durch den Deutschen Bundestag erweitert und es kam – auch mit Hinblick auf das am 31. Januar 2025 zur Abstimmung stehende Zustrombegrenzungsgesetz – zu Farbangriffen auf und Besetzungen von Büros und Zentralen der CDU.
Der Holocaust-Überlebende Albrecht Weinberg und der mit Dokumentationen über den Holocaust bekannt gewordene Fotograf und Filmemacher Luigi Toscano kündigten an, ihre Bundesverdienstkreuze zurückgeben zu wollen. Der bekannte Publizist Michel Friedman trat aus der CDU aus.
Laut einer repräsentativen Befragung des Meinungsforschungsinstituts YouGov im Auftrag der Deutschen Presse-Agentur unterstützt rund die Hälfte der deutschen Wahlberechtigten das Vorgehen der Union, zur Durchsetzung ihrer Vorschläge zur Migrationspolitik eine Mehrheit mit der AfD in Kauf zu nehmen. 52 Prozent fanden das Vorgehen richtig oder eher richtig und 38 Prozent falsch oder eher falsch. Die Zurückweisung an der Grenze befürworten 63 Prozent der Befragten, während 25 Prozent dies ablehnen. Laut einer Umfrage von Infratest dimap gewannen sowohl CDU als auch AfD nach den gemeinsamen Abstimmungen im Bundestag leicht an Unterstützung. Gut vier von zehn Befragten (43 %) bewerteten das Unionsvorgehen im Bundestag als „grundsätzlich richtig“, während 27 Prozent das Vorgehen als „grundsätzlich falsch“ ablehnten.

### Rechtswissenschaften
Zwar löste der Entschließungsantrag keine unmittelbaren Rechtsfolgen für die in ihm benannten Punkte aus, dennoch wurde in der Folge kontrovers darüber diskutiert. Hierbei war insbesondere fraglich, welche der beabsichtigten Maßnahmen bereits mit der bestehenden Gesetzeslage vereinbar waren oder ob man hierfür deutsches Recht oder Unionsrecht erst ändern müsse.
Winfried Kluth und Christian Rath vertreten die Ansicht, dass Zurückweisungen gemäß dem Fünf-Punkte-Plan zwar nach der deutschen Verfassung (Art. 16a Abs. 2 GG) und § 18 Abs. 1 AufenthG grundsätzlich möglich ist, der Vorrang des Europarechts dem jedoch entgegensteht. Die Dublin-III-Verordnung fordert jedoch, dass Deutschland Asylantragsteller aufnimmt und in einem geordneten Verfahren an das zuständige Asylland überstellt. Diese Überstellung an das zuständige Land scheitert in der Praxis in der Regel und auch das Heimatland verweigert in der Regel eine Rücknahme erfolgloser Asylantragsteller. Die CDU argumentiert daher, dass die Dublin-III-Verordnung inzwischen so dysfunktional sei, dass niemand sich mehr daran halten müsse. Christian Rath konzidiert, dass allgemein bekannt sei, dass die Verordnung dysfunktional geworden ist. Er ist jedoch der Ansicht, dass die Verordnung trotzdem eingehalten werden müsse und Deutschland stattdessen die anderen EU-Staaten beim EuGH auf Einhaltung von Dublin III verklagen müsse.
Weiterhin will sich die CDU auf Art. 72 AEUV berufen, nach dem EU-Recht ignoriert werden kann, wenn die nationale Sicherheit und Ordnung bedroht ist (Ordre-public-Vorbehalt). Rath verweist hier darauf, dass der Europäische Gerichtshof (EuGH) in dieser Frage in der Vergangenheit recht restriktiv war. Es könnte somit dazu kommen, dass der EuGH nach Klagen von NGOs der Flüchtlingshilfe die Maßnahmen für rechtswidrig erklärt.
Walter Obwexer vertrat in der Sendung ZiB 2 die Ansicht, dass dauerhafte Kontrollen an den Binnengrenzen mit Blick auf den Schengener Grenzkodex und die Rechtsprechung des EuGH nicht möglich seien. Zudem sei auch die Zurückweisung von Asylbewerbern nicht mit Unionsrecht vereinbar.
Der Verfassungsrechtler und Präsident des Bundesverfassungsgerichts a. D. Hans-Jürgen Papier sieht Zurückweisungen an der Grenze als verfassungsrechtlich zulässig und geboten an. Er vertritt die Ansicht, der Anwendungsvorrang des Unionsrechts finde in der Rechtsprechung des Bundesverfassungsgerichts seine Grenzen. Diese seien etwa überschritten, wenn Grundsätze der rechtsstaatlichen Demokratie im Mitgliedsstaat ausgehöhlt würden, wozu der Kernbereich der staatlichen Souveränität gehöre. Hiermit wäre es unvereinbar, wenn der Staat gezwungen wäre, jedem Ausländer grundsätzlich die Einreise auf sein Staatsgebiet zu erlauben, wenn dieser angibt, Asyl beantragen zu wollen – auch wenn ersichtlich ist, dass offenkundig kein Anspruch hierauf besteht, weil er aus einem anderen EU-Mitgliedstaat einreist oder der Antrag aus sachlichen Gründen offensichtlich keine Aussicht auf Erfolg hat.

### Historiker
Heinrich August Winkler äußerte, dass eine Zurückweisung an der Grenze zu einem demokratischen Nachbarstaat mit der Verfassung vereinbar sei. Dies entspreche der Intention der Mütter und Väter des Grundgesetzes, die ein institutionelles Asylrecht gewollt hätten, bei dem der Staat festlegen kann wem er Schutz gewährt. Der Gesetzentwurf gehe, indem er unerlaubte Einreisen und Asylmigration zu unterbinden strebt, mehrere Schritte in diese Richtung. Das gegenwärtige individuelle Asylrecht sei faktisch ein Einwanderungsrecht für jeden. Es lasse sich nicht leugnen, „dass illegal eingereiste Ausländer sich nur auf das Asylrecht berufen müssten, um sich einen vorläufigen, nicht selten zeitlich unbefristeten Bleibestatus in der Bundesrepublik zu verschaffen, obwohl sie kein politisches Asyl beanspruchen können“. Seiner Ansicht nach war es aber ein Fehler, den Gesetzentwurf noch vor der Wahl zur Abstimmung zu stellen. Dadurch sei eine verschärfte Polarisierung entstanden, die der politischen Kultur der deutschen Demokratie nicht gut tue.